# Nong Han
Nong Han (Thai: หนองหาน) is een meer in het noordoosten van Thailand, gelegen ten oosten van de stad Sakon Nakhon. Het meer heeft een oppervlakte van 125,2 km² en is daarmee het grootste natuurlijke meer in het noordoosten van Thailand.
De instromende rivier is de Nam Pung, die ontstaat in het Phu Phangebergte ten zuiden van het meer. De uitstromende rivier is de Huai Nam Khan, die stroomt naar het zuidoosten. Deze mondt uit in de Mekong. De gemiddelde diepte van het meer is 1,9 meter, al krimpt het meer een beetje wanneer tijdens de droge moesson sommige ondiepe stukken van het meer droogvallen.
Het meer wordt gebruikt om te vissen. 20% van de visvangst in Nong Han is Bardus leiacanthus. Een groot deel van de oever van het meer is omgebouwd tot een openbaar park voor de nabijgelegen stad. Echter, zwemmen in het Nong Han is gevaarlijk wegens kans op een virus van parasieten.